# Coppa del Belgio 2009-2010
La Coppa del Belgio 2009-2010 (detta anche Cofidis Cup per motivi di sponsorizzazione) è stata la 55ª edizione del torneo. È iniziata il 26 luglio 2009 ed è terminata il 15 maggio 2010. Il Gent ha vinto il trofeo per la terza volta, battendo in finale il Cercle Bruges.